# 논리 볼륨 관리자

LVM의 다양한 요소.

리눅스에서 논리 볼륨 관리자(Logical Volume Manager, LVM)는 리눅스 커널에 논리 볼륨 관리 기능을 제공하는 장치 매퍼 대상이다. 현대의 대부분의 리눅스 배포판들은 논리 볼륨 위에 자신만의 루트 파일 시스템을 가질 수 있는 지점에 대하여 LVM을 인식한다.
Heinz Mauelshagen는 HP-UX 볼륨 관리자로부터의 주요 설계 지침을 취하면서 1998년에 LVM 코드 원본을 작성하였다.

## 같이 보기
- btrfs
- 논리 볼륨 관리
- 논리 디스크 관리자
- 스냅샷 (기억 장치)